# Kisses on the Bottom
Kisses on the Bottom – piętnasty album studyjny brytyjskiego muzyka Paula McCartneya wydany 6 lutego 2012 w Wielkiej Brytanii oraz 7 lutego 2012 w USA. Płyta zawiera nowe wersje utworów w wykonaniu McCartneya, z którymi zapoznał się w latach wczesnej młodości.

## Okoliczności powstania i charakterystyka albumu
McCartney już od bardzo dawna chciał wydać album, na którym miały się znaleźć typowe dla klasycznego jazzu standardy muzyczne, z którymi się wychowywał. Jak to wspomina sam muzyk, do stworzenia kolejnego dzieła zainspirował go sam ojciec, od którego zaczęła się przygoda z muzyką. Płyta, w porównaniu z poprzednimi wydawnictwami, posiada w sobie ciepły klimat, tak iż słuchacz ma wrażenie cofnięcia się w lata dzieciństwa McCartneya. Ma krążku zapisana jest klasyka jazzu, gdyż nie ma na nim żadnych skocznych kompozycji. Piosenki oryginalnie pochodzą z lat młodości jego rodziców, dla przykładu pierwszy utwór – „I'm Gonna Sit Right Down and Write Myself a Letter” został nagrany w 1935 roku przez Fatsa Wallera.

## Lista utworów

### Edycja standardowa
| 1.  | „I'm Gonna Sit Right Down and Write Myself a Letter” | 2:36  |
|     |                                                      |       |
| 2.  | „Home (When Shadows Fall)”                           | 4:04  |
|     |                                                      |       |
| 3.  | „It's Only a Paper Moon”                             | 2:35  |
|     |                                                      |       |
| 4.  | „More I Cannot Wish You”                             | 3:03  |
|     |                                                      |       |
| 5.  | „The Glory of Love”                                  | 3:45  |
|     |                                                      |       |
| 6.  | „We Three (My Echo, My Shadow and Me)”               | 3:22  |
|     |                                                      |       |
| 7.  | „Ac-Cent-Tchu-Ate the Positive”                      | 2:31  |
|     |                                                      |       |
| 8.  | „My Valentine”                                       | 3:14  |
|     |                                                      |       |
| 9.  | „Always”                                             | 3:49  |
|     |                                                      |       |
| 10. | „My Very Good Friend the Milkman”                    | 3:04  |
|     |                                                      |       |
| 11. | „Bye Bye Blackbird”                                  | 4:26  |
|     |                                                      |       |
| 12. | „Get Yourself Another Fool”                          | 4:42  |
|     |                                                      |       |
| 13. | „The Inch Worm”                                      | 3:43  |
|     |                                                      |       |
| 14. | „Only Our Hearts”                                    | 4:21  |
|     |                                                      |       |
|     |                                                      | 49:15 |
|     |                                                      |       |

### Edycja rozszerzona
Wersja zawiera czternaście piosenek z edycji standardowej plus dwie dodatkowe - „Baby's Request” i „My One and Only Love” oraz cztery utwory pochodzące z występu na żywo w studiach Capitol Records (do pobrania w formie digital download):
| 1. | „I'm Gonna Sit Right Down and Write Myself a Letter” | 2:42  |
|    |                                                      |       |
| 2. | „Home (When Shadows Fall)”                           | 4:45  |
|    |                                                      |       |
| 3. | „Ac-Cent-Tchu-Ate the Positive”                      | 2:51  |
|    |                                                      |       |
| 4. | „My Valentine”                                       | 3:22  |
|    |                                                      |       |
|    |                                                      | 13:40 |
|    |                                                      |       |

### Edycja iTunes
26 listopada 2012 w Wielkiej Brytanii (27 listopada 2012 w USA) album miał swoją reedycję na iTunes. Różnił się on od poprzednich edycji poprzez dołączonych do podstawowego zestawu piosenek dodatkowymi utworami. Bonusy pochodzą z występu McCartneya w Capitol Studios. Wśród nich znajduje się utwór „The Christmas Song (Chestnuts Roasting on an Open Fire)” zarejestrowany w czasie sesji nagraniowych do oryginalnego albumu. Świąteczna piosenka została wydana także oddzielnie na kolorowym singlu winylowym 7", na którego stronie B znalazł się utwór „Wonderful Christmastime” z 1979 roku w wersji oryginalnej.
Album wydano także na dwóch audiofilskich płytach winylowych oraz jako digital download o próbkowaniu 24bit/96 kHz.